# Abrothallus bertianus
Abrothallus bertianus is een korstmosparasiet behorend tot de familie Abrothallaceae. Hij parasiteert op het glanzend steenschildmos (Melanelixia fuliginosa).

## Verspreiding
Abrothallus bertianus komt alleen voor in Europa. In Nederland komt het zeer zeldzaam voor.